# Backeljaia najerensis
Backeljaia najerensis is een slakkensoort uit de familie van de Geomitridae. De wetenschappelijke naam van de soort werd, als Helicella (Candidula) najerensis, voor het eerst geldig gepubliceerd in 1950 door Ortiz de Zarate Lopez.